# Cor Pot
Cornelius Gert Aldrik Pot (* 8. Juni 1951 in Den Haag), kurz: Cor Pot, ist ein ehemaliger niederländischer Fußballspieler und heutiger -trainer. Derzeit trainiert er die Niederländische U-21 Fußballnationalmannschaft.

## Karriere als Spieler
Cor Pot stammt aus dem Nachwuchsbereich von Ajax Amsterdam. Seine Profilaufbahn absolvierte er zwischen 1969 und 1981 für Sparta Rotterdam, MVV Maastricht dem HFC Haarlem sowie Excelsior Rotterdam. Einsätze in der Nationalmannschaft absolvierte Pot nicht.

## Karriere als Trainer
Zwischen 1983 und 1987 agierte er bei Feyenoord Rotterdam und Excelsior Rotterdam zunächst als Co-Trainer, im Anschluss betreute Pot bis 1994 die Mannschaften des RBC Roosendaal, NAC Breda und erneut Excelsior Rotterdam. Nach einem kurzzeitigen Intermezzo in Ägypten kehrte er abermals als Co-Trainer, diesmal zu Telstar, in die Niederlande zurück. Im Jahr 2000 wurde Pot für den zuvor entlassenen Colin Bell neuer Trainer bei Dynamo Dresden. Die Zeit bei Dynamo war vor allem durch Chaos geprägt. Pot sollte die Sachsen von der Oberliga wieder in den Regionalligabereich führen. Mit dem Rücktritt des Präsidiums übernahm er zeitgleich auch das Amt des Technischen Direktors. Nach sportlichen Misserfolgen wurde er aber bereits nach einem Jahr durch Meinhard Hemp ersetzt.
Im Anschluss trainierte er diverse Nachwuchsmannschaften des KNVB (2003–2004 auch die U-21 Fußballnationalmannschaft). 2006 holte ihn Dick Advocaat als Co-Trainer zu Zenit Sankt Petersburg, wo er neben der russischen Meisterschaft (2007) im Jahr 2008 den UEFA-Pokal sowie den UEFA Super Cup gewinnen konnte. Von 2009 bis 2013 trainierte er wieder die niederländische U-21 Fußballnationalmannschaft. Nachdem Pot ein Jahr den Amateurverein XerxesDZB aus Rotterdam betreut hatte, verpflichtete ihn Dick Advocaat im August 2016 erneut als Assistenztrainer, dieses Mal beim türkischen Erstligisten Fenerbahçe Istanbul.

## Erfolge

### Als Trainer
- Russische Meisterschaft: 2007
- UEFA-Cup: 2008
- UEFA Super Cup: 2008